# Autolükosz (matematikus)
Autolükosz (görög betűkkel Αὐτόλῠκος, i. e. 360-290) görög matematikus, csillagász.

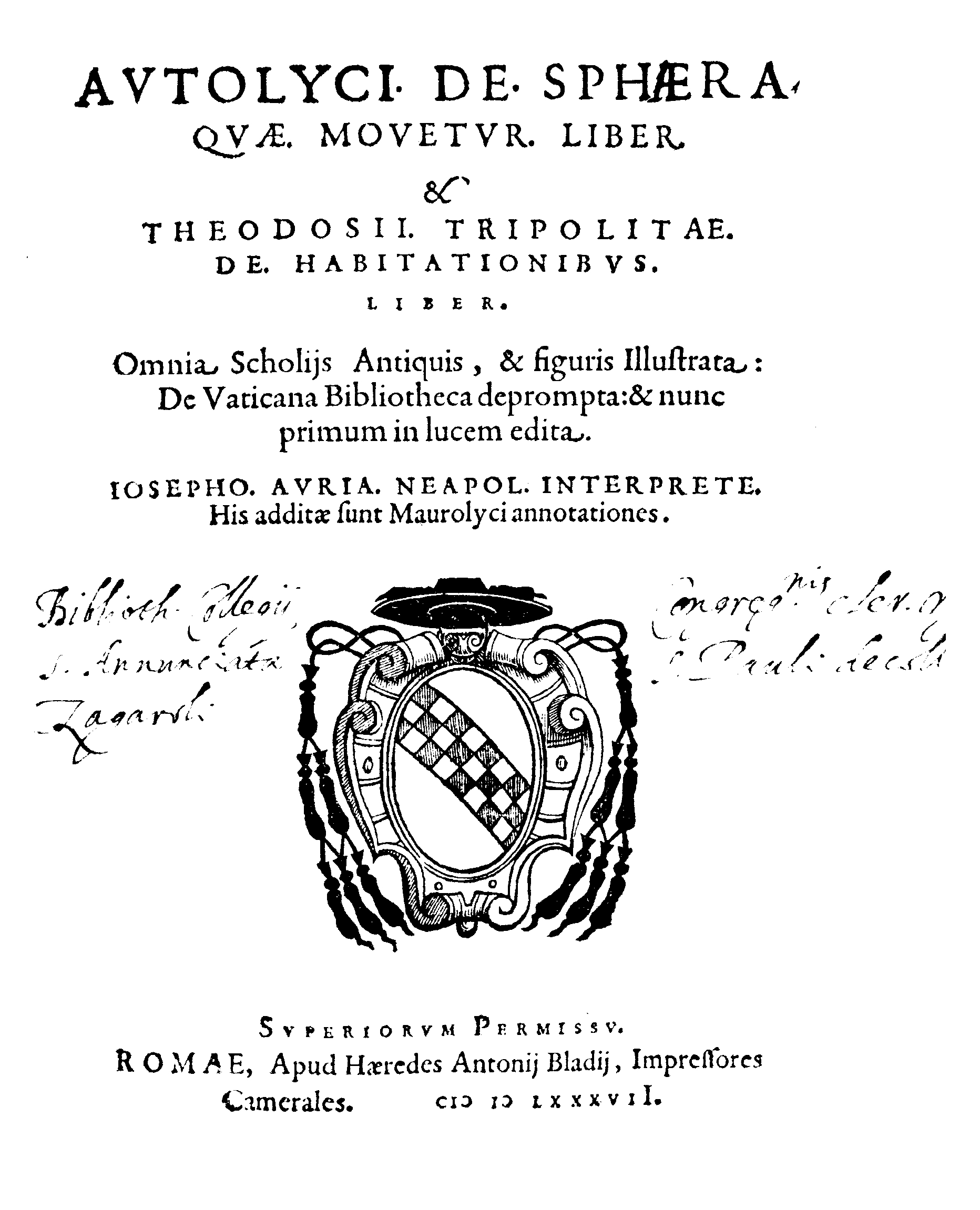
De sphaera quae movetur liber, 1587

Az aeoliai Pitanéből (Kis-Ázsia) származott. Életéről szinte semmit sem tudunk, irataiból is mindössze rövid töredékek maradtak fenn, habár Arisztotelész kortársa volt és munkásságát Athénban űzhette, Kr. e. 335-300 között. Eukleidész hivatkozik Autolükosz munkáira. Pitanéi Arkeszilaosz filozófus tanítójaként is ismert.
Autolükosz ismert művei közé tartoznak A szférák mozgásáról és Az égitestek felkelése és lenyugvása c. munkái.